# Paradise Police
Paradise Police (Paradise PD) est une série d'animation pour adultes américaine déconseillé aux moins de 18 ans et créée par Waco O'Guin et Roger Black, diffusée entre le 31 août 2018 et le 16 décembre 2022 sur Netflix.

## Synopsis
La série est centrée sur les aventures de la brigade de police de Paradise (une ville américaine fictive) et des policiers qui la composent, tous plus incompétents les uns que les autres.

## Personnages
- Kévin Crawford : un jeune homme qui a toujours rêvé de devenir policier. Il était bien soutenu par son père, le chef Randall Crawford, quand il était jeune... Jusqu'au jour où Kevin a voulu montrer ses "talents" à son père, et a tiré par mégarde dans ses testicules. À partir de ce jour, Randall ne peut plus lui faire confiance et reste fâché contre lui. Mais il entre quand même dans la brigade (avec l'appui de sa mère), au grand dam de son père. Il veut à tout prix renverser le trafic d'une nouvelle drogue : la « Meth Jacquard ». Comme son père, il ne sait pas crier défaite, allant même enquêter en dehors de son service.
- Randall Crawford : le père de Kévin et chef de la brigade. Colérique de base, il peut faire une saute d'humeur à tout moment et doit se coller fréquemment des patchs de testostérone pour que sa moustache ne tombe pas, et ce depuis que sa femme l'a quitté car il était, selon elle, « sexiste, con et borné ». Il est extrêmement persévérant et fait de son mieux pour maintenir un semblant d'ordre dans son commissariat. Randall est aussi le cousin de Woody Johnson, personnage de la série d'animation Brickleberry, également écrite par Roger Black.
- Karen Crawford : la maire de Paradise, la mère de Kevin et l'ex-femme de Randall. Elle n'hésite pas à humilier ce dernier quand une occasion se présente : elle nomme Bastos, qui est un chien, chef de la brigade en son absence car il doit repasser ses examens, le traite d'incapable quand il fait quelque chose de travers… Cela change dans l'épisode 9, car elle se remet en couple avec Randall (après les manigances de Kevin qui souhaitait revoir sa famille unie).
- Gina Jabowski : issue d'une famille de brigands, est une policière violente, très crainte par les hors-la-loi, qui font demi-tour dès qu'ils croient l'apercevoir. Elle est également folle amoureuse de Dusty, et est prête à tout (l'agresser sexuellement, voire agresser ses propres collègues) pour ne serait-ce qu'un baiser avec la langue avec lui. Elle va jusqu'à faire du voyeurisme via des caméras qu'elle a implantées chez lui qui sont reliées à un centre de commande.
- Gerald Fitzgerald : un policier noir souffrant de Stress Post-Traumatique (SSPT) et de bipolarité, ce qui l'empêche de porter une arme, (les effets d'une entorse à ces règles de vie sont bien montrés dans l'épisode 3). Son seul remède pour calmer son stress et sa bipolarité est de jouer du piccolo. L'épisode 10 révèlera un grand secret à son sujet.
- Bastos : le chien qui s'occupe des perquisitions de drogue. Traumatisé dans son âge de chiot (on apprend dans l'épisode 10 de la partie 1 qu'il a été emballé dans un carton comme cadeau de Noël), il est devenu toxicomane pour laisser oublier ce mauvais moment. Bastos consomme toute la drogue perquisitionnée, sa préférence se tourne vers la Cocaïne et le Cannabis, ainsi que vers des mélanges improbables de sa composition, comme Cocaïne, Extasie et Whisky pur comme petit déjeuner (parodie d'un bol de céréales). Malgré tout, il s'agit du membre du commissariat le plus évolué intellectuellement : il sait entrer dans le Dark Web, ou, durant l'absence de Randall (parti repasser ses examens), Mme la Maire le met en tant que chef de brigade (avant tout pour humilier son ex-mari). Durant cette période, il fait tomber un réseau de prostitution, rapporte des sommes colossales d'argent à la mairie de la ville via des dons. Et tous ses collègues ne comprennent pas ses méthodes farfelues, mais fructueuses. Il a également une résistance à la douleur surhumaine, ne se plaint jamais, même après s'être fait massacrer les testicules pendant plus d'une heure (épisode 4). Il est appelé Bullet en VO.
- Dusty Marlow : un agent de police souffrant d'obésité avancée, (250 kilos si l'on en croit les mots de Bastos dans l'épisode 4) et d'immaturité (il croit au Père Noël, se comporte comme un enfant), et fait de lui la "victime" de la brigade et se fait même tabasser par les habitants de Paradise quand il se met à faire des niaiseries comme chanter pour le Père Noël. Dusty peut toutefois lâcher des lignes d'insultes impressionnantes et menacer des gens quand il est énervé. Il a également un certain don pour la cuisine, et sa vie hors de la brigade est consacrée à ses très nombreux chats.
- Stanley Hopson : le doyen de la brigade. Randall Crawford veut se débarrasser de lui mais n'y arrive jamais, malgré plusieurs stratagèmes : il l'a envoyé en maison de retraite en lui faisant croire qu'il était en infiltration, et va jusqu’à lui fait croire qu'il est mort… Stanley est également toujours en train de comparer le présent avec ses nombreuses expériences sexuelles, dont il est encore fou.
- Robby : un personnage secondaire, mais présent dans tous les épisodes, toujours accompagné son ami Delbert. Il est disquaire mais fabrique également cette fameuse nouvelle drogue. Il fait également office de speaker lors des célébrations de Paradise, ou encore commentateur de combat de chiens clandestin.
- Delbert : un personnage secondaire, mais présent dans tous les épisodes. Il est le meilleur ami de Robby et est prêt à l'aider en toutes circonstances. Il est révélé dans la saison 2 que Delbert était, dans son enfance, la vedette d'une sitcom de Disney.

## Distribution
- David Herman (VF : Emmanuel Garijo) : Kévin Crawford
- Tom Kenny (VF : Michel Vigné) : Randall Crawford
- Grey Griffin (VF : Anne Massoteau) : Karen Crawford
- Sarah Chalke (VF : Barbara Beretta) : Gina Jabowski
- Cedric Yarbrough (VF : Guillaume Orsat) : Gerald Fitzgerald
- Kyle Kinane (en) (VF : Christophe Lemoine) : Bastos
- Dana Snyder (en) : 
  - (VF : Pierre-François Pistorio) : Dusty Marlow
  - (VF : Michel Mella) : Stanley Hopson
- Waco O'Guin (en) (VF : Michel Mella): Robby
- Roger Black (en) (VF : Christophe Lemoine) : Delbert

## Épisodes

### Première saison (2018)
Voir Liste des épisodes de la saison 1 de Paradise Police
1. Bienvenue à Paradise
2. Une histoire de fesses
3. Blue Lives Matter
4. Karla
5. Un rituel satanique
6. La Famille Jabowski
7. L'École de police
8. L'Unité spéciale
9. Mission réconciliation
10. L'Esprit de Noël

### Deuxième saison (2019-2020)
1. Un parfum de Paradis
2. La puissance des glaouis
3. Tucker Carlson est une tête de nœud
4. La gaufre de Wally
5. Le père, le fils et le post-it
6. Fitz se mouille
7. La brigade se met au vert
8. Opération DD

### Troisième saison (2021)
1. Gare aux retombées
2. Super flics
3. À cause des glaçons
4. Alerte à la gâchette
5. Règlement de comptes à O-bèse Corral
6. Une semence en or
7. Ivresse aveugle
8. Dirigeableville
9. Donjons et Gros c*ns
10. Liaison fœtale
11. Ce qui se passe à Chattémala
12. PARAD-AESH

### Quatrième saison (2022)
1. Le Repaire des Bonhommes
2. Dadounet rentre à la maison
3. Une étoile est nue
4. Jamais sans mon jean !
5. L'art de la chiure
6. La version cul
7. Bateau !
8. Le roi du Norf
9. Une couille dans le passé
10. Le Jugement éternel

## Production
Le 30 juin 2022, la quatrième saison de Paradise Police est confirmée par Waco O'Guin sur sa page Twitter. Elle sera disponible sur Netflix le 16 décembre 2022, près de deux ans après la sortie de la saison 3.
Cette quatrième saison sera la dernière de cette série lancée en 2018, comme indiqué sur un tweet publié sur la page officielle de la série.